# Enrique Figuerola
Enrique Figuerola Camué (ur. 15 lipca 1938 w Santiago de Cuba) – kubański lekkoatleta sprinter, dwukrotny wicemistrz olimpijski.
Rozpoczął karierę międzynarodową od zdobycia brązowego medalu na igrzyskach panamerykańskich w 1959 w Chicago w biegu na 100 metrów. Na igrzyskach olimpijskich w 1960 w Rzymie zajął 4. miejsce w tej konkurencji. Zwyciężył na 100 metrów na uniwersjadzie w 1961 w Sofii i na uniwersjadzie w 1963 w Porto Alegre. Zdobył złoty medal na tym dystansie na igrzyskach panamerykańskich w 1963 w São Paulo.
Na igrzyskach olimpijskich w 1964 w Tokio Figuerola został srebrnym medalistą na 100 metrów, przegrywając jedynie z Amerykaninem Bobem Hayesem. Na igrzyskach Ameryki Środkowej i Karaibów w 1966 w San Juan zajął 1. miejsce na 100 metrów i 3. miejsce na 200 metrów.
17 czerwca 1967 w Budapeszcie Figuerola przebiegł dystans 100 metrów w czasie 10,0 s, co było wyrównaniem rekordu świata. Na igrzyskach olimpijskich w 1968 w Meksyku zdobył wraz z kolegami (Hermes Ramírez, Juan Morales i Pablo Montes) srebrny medal w sztafecie 4 × 100 metrów. W biegu na 100 metrów odpadł w półfinale.
Był mistrzem Kuby na 100 metrów i na 200 metrów w latach 1958-1964 i w 1967.